# Fußtyp
Unter Fußtyp werden verschiedene Eigenschaften des menschlichen Fußes verstanden.
Es wird sowohl die Gestalt des Fußes als auch sein Fußabdruck in die Beschreibung mit einbezogen.

## Fußtyp als Beschreibung des Fußabdrucks
Der Zustand des Fußgewölbes bestimmt den Fußabdruck. Der bestimmende geometrische Teil des Fußes ist hier das Fußgewölbe bzw. dessen eigentliche Wölbung.
Normalfuß
Beim Auftreten des Normalfußes sieht man beim Fußabdruck den Vor-, Mittel- und Rückfußbereich.
Laufdynamik: Mit einem Normalfuß berührt man beim Laufen den Boden zuerst mit der Außenkante des Rückfußes. Der Fuß knickt anschließend nach innen ab (natürliche Pronation).
Senkfuß/Plattfuß
Der Plattfuß oder Senkfuß ist im Mittelfußbereich schwach nach innen gebogen. Das Fußgewölbe berührt bei jedem Schritt großteils den Boden, man sieht als Fußabdruck den ganzen Fuß (Überpronation).
Laufdynamik: Der Überpronierer berührt den Boden zuerst mit der Außenseite seiner Ferse.
Hohlfuß
Der Hohlfuß hat ein hohes Fußgewölbe. Beim Laufen berührt der Außenrand des Fußes den Boden nur teilweise. Beim Fußabdruck sind der Vorderfuß und die Ferse zu erkennen.
Laufdynamik: Ein Mensch mit Hohlfuß kommt zunächst mit der Außenseite der Ferse auf den Boden. Der Fuß knickt kaum oder gar nicht nach innen ein (Unterpronation, Supination).

## Physiologische Fußtypen (Fußtypisierungen nach Zehenform)
Fußtyp als Beschreibung der Fußgeometrie. Hier wird die Fußform allgemein von der Geometrie der Zehenlängen und Zehengeometrie betrachtet (siehe Zehe (Fuß)).
Griechischer Fußtyp
Digitus II (Zeigezeh) als längster Zeh (40 % in Mitteleuropa)
Ägyptischer Fußtyp
Dominanter großer Zeh, schräg abfallende Zehen (50 % in Mitteleuropa)
Römischer/Romanischer Fußtyp
Gerade Zehen (10 % in Mitteleuropa)

## Fußform, Fußtypisierungen nach der Fußgestalt
Fußtyp als Beschreibung der Fußgeometrie. Hier wird die Fußform allgemein von der Geometrie des Fußskeletts betrachtet. Diese Art beschreibt somit den Phänotyp des Fußes.
Germanischer Fußtyp
Sichelförmig und in der Ferse schmaler als im Vorfuß
Angelsächsischer Fußtyp
Gerade, schmal und länglich, dominanter großer Zeh
Baltischer Fußtyp
Sonderform des angelsächsischen Fußes
Romanischer Fußtyp
Breiter Fuß